# Oakbrook Terrace (Illinois)
Oakbrook Terrace je grad u američkoj saveznoj državi Ilinois. Prema popisu stanovništva iz 2010. u njemu je živjelo 2.134 stanovnika.